# Joseph Barbiero
Joseph Barbiero, né le 13 juillet 1901 à Trebaseleghe (Italie) et mort le 6 mars 1992 à Beaumont (Puy-de-Dôme), est un sculpteur et dessinateur français d'art brut.

## Biographie
Né près de Padoue, Joseph Barbiero s'installe en Auvergne en 1923 pour fuir l'Italie mussolinienne. Il se marie en 1927 à Andrée Coustet et obtient la nationalité française en 1931. Exerçant le métier de maçon, il est aussi tailleur de pierre, notamment pour la restauration des églises locales. À partir de 1965, année au cours de laquelle il prend sa retraite, il pratique le dessin et la sculpture. Proches des Barbus Müller, les sculptures de Joseph Barbiero s'adaptent aux blocs de pierre de Volvic qu'il utilise en en conservant les dimensions et les surfaces irrégulières. Ses dessins, de petit format, sont réalisés au graphite sur carton gris. En 1985, ses sculptures sont exposées pour la première fois par l'antiquaire Jean Lelong, avant d'entrer, comme ses dessins, dans les collections de plusieurs musées.

## Pour approfondir